# Riccardo Fogli

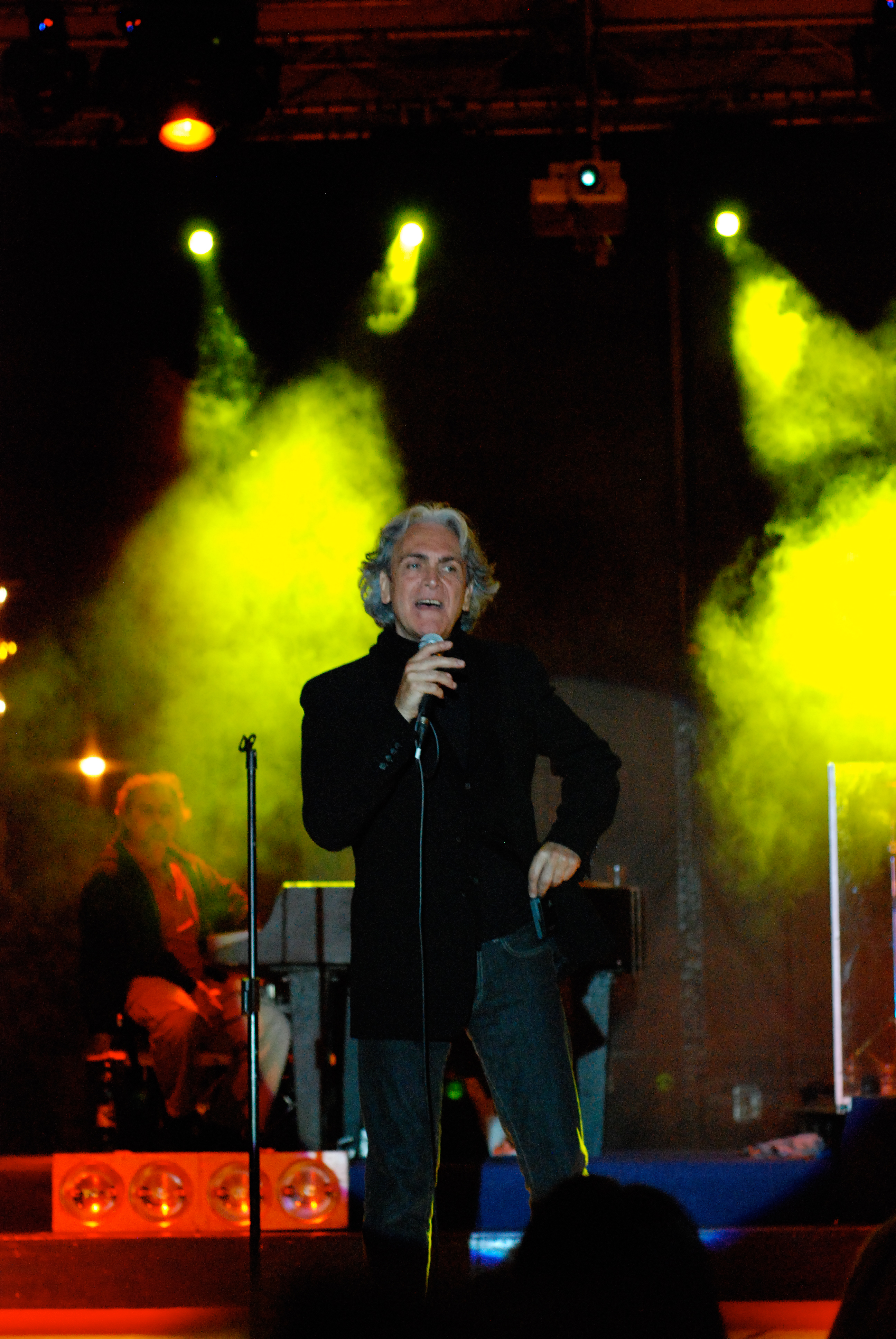
Riccardo Fogli, 2009, Basilicata.

Riccardo Fogli (Pontedera, Itália, 21 de outubro de 1947) é um cantor italiano vencedor do Festival de Sanremo em 1982 com a canção "Storie di tutti i giorni".
Fogli participou pela Itália no Festival Eurovisão da Canção 1983 com a canção Per Lucia que terminou em 11º lugar e recebeu 43 pontos.
Riccardo Fogli foi membro da banda Pooh.

## Discografia

### Álbuns
- Ciao amore, come stai (1973)
- Riccardo Fogli (1976)
- Il sole, l’aria, la luce, il cielo (1977)
- Io ti porto via (1978)
- Che ne sai (1979)
- Alla fine di un lavoro (1980)
- Campione (1981)
- Collezione (raccolta) (1982)
- Compagnia (1982)
- Il primo Riccardo Fogli (raccolta) (1982)
- Torna a sorridere (1984)
- 1985 (1985)
- Le infinite vie del cuore (1987)
- Storie di tutti i giorni (raccolta) (1987)
- Amore di guerra (1988)
- Non finisce così (1989)
- Sentirsi uniti (1990)
- A metà del viaggio (1991)
- Canzoni d’amore (raccolta) (1991)
- Teatrino meccanico (1992)
- Mondo (raccolta) (1992)
- Nella fossa dei leoni (1994)
- Fogli su Fogli (live) (1995)
- Romanzo (1996)
- Greatest Hits (1997)
- Ballando (1998)
- Matteo (1999)
- Il mondo di Riccardo Fogli (raccolta)  (1999)
- Storie di tutti i giorni (live) (2003)
- Il Vincitore - Musicfarm (2004)
- Storie d'amore (Antologia +3 inediti) (2004)
- Ci saranno giorni migliori (2005)

### Singles
- Due regali\ Oh Mary(1973)
- Strana donna \ La Prima Note Senza Lei (1973)
- Complici \ Strana Donna (1974)
- Amico Sei Un Gigante \ Una Volta Di Più (1974)
- Guardami \ Gente Per Bene (1975)
- Mondo \ Finito (1976)
- Ti Voglio Dire \ Viaggio (1976)
- Stella \ Anna Ti Ricordi (1977)
- Ricordati \ Paola (1977)
- Io Ti Porto Via \ Si Alza Grande nel Sole, La Mia Voglia di Te (1978)
- Che ne sai \ Come Una Volta (1979)
- Pace \ Che Amore Vuoi Che Sia (1979)
- Ti Amo Però \ È L’Amore (1980)
- Scene da un Amore \ Angelina (1980)
- Malinconia \ La Strada (1981)
- Fatti tuoi \ La polveriera (1980)
- Storie Di Tutti I Giorni \ L’Amore Che Verrà (1982)
- Compagnia \ Piccoli Tradimenti (1982)
- Per Lucia \ Altri Tempi (1983)
- Torna a Sorridere \ Diapositive (1984)
- Sulla Buona Strada \ Greta (1985)
- Voglio Sognare \ Tempi Andati (1985)
- Dio Come Vorrei \ Buone Vibrazioni (1985)
- Amore di Guerra (1988)
- Non Finisce Così \ Delicata (1989)
- Ma Quale Amore \ È Tempo Per Noi (1990)
- Io Ti Prego Di Ascoltare \ A Metà Del Viaggio (1991)
- In Una Notte Così \ Un’Altra Volta Te (1992)
- Voglio le tue mani (dance version), Voglio le tue mani (club version)/Se il cuore non contasse niente, Uomini col borsello (with Elio e le Storie Tese) (1992)
- Storia di un’Altra Storia (1993)
- Quando Sei Sola (1994)
- Ci saranno giorni migliori (2005)